# Elise Aulinger
Elise Aulinger, född 11 december 1881 i München, död 12 februari 1965 i samma stad, var en tysk skådespelare.
Aulinger medverkade i film sedan 1921 men blev framförallt känd för sitt arbete inom Bayersk radio där hon var engagerad sedan 1925. Hon var känd som karaktären Ratschkathl som skrattande och sjungande kommenterade dagsaktuella händelser.
Sedan 1977 finns en staty av henne vid Viktualienmarkt i München.

## Filmografi, urval
- 1931 – Hennes privatsekreterare
- 1936 – Kejsaren av Kalifornien
- 1942 – Kleine Residenz
- 1942 – Annuschka
- 1954 – Otrohet